# Ясьона (Сілезьке воєводство)
Ясьона (пол. Jasiona, нім. Jasten) — село в Польщі, у гміні Зброславиці Тарноґурського повіту Сілезького воєводства.
Населення — 267 осіб (2011).
У 1975-1998 роках село належало до Катовицького воєводства.

## Демографія
Демографічна структура станом на 31 березня 2011 року:
|          | Загалом | Допрацездатний вік | Працездатний вік | Постпрацездатний вік |
| -------- | ------- | ------------------ | ---------------- | -------------------- |
| Чоловіки | 143     | 13                 | 107              | 23                   |
| Жінки    | 124     | 20                 | 73               | 31                   |
| Разом    | 267     | 33                 | 180              | 54                   |